# Hypertext
Pour l’article homonyme, voir Hypertexte pour le protocole informatique.

Hypertext est une série de bande dessinée française.
- Scénario : Sébastien Viaud
- Dessins : Adrien Villesange
- Couleurs : Delf

## Albums
- Tome 1 : Mémoires vives (2007)
- Tome 2 : La croisée des chemins (2010)

## Publication

### Éditeurs
- Delcourt (Collection Neopolis) : Tome 1 (première édition du tome 1).